# Randuagung (Randuagung)
Randuagung is een bestuurslaag in het regentschap Lumajang van de provincie Oost-Java, Indonesië. Randuagung telt 6138 inwoners (volkstelling 2010).